# Yoso
Yoso (à l'origine appelé AKA ) est un supergroupe américain de rock de courte existence, regroupant d'anciens membres de Yes (Tony Kaye et Billy Sherwood) et de Toto (Bobby Kimball ). C'est un dérivé du groupe Circa .

## Historique
Le groupe est né d'un projet entre Kimball et Circa (composé de Sherwood, Kaye, le guitariste Jimmy Haun et le batteur Jay Schellen ) pour jouer ensemble sur une tournée italienne au début de 2009. Celle-ci est annulée, mais les cinq membres décident de former un nouveau groupe  AKA, changé ensuite en Yoso (une combinaison de Yes et de Toto). Schellen, occupé avec d'autres projets, est remplacé par Lou Molino III, qui a déjà travaillé avec Sherwood et l'ancien guitariste de Yes, Trevor Rabin .
Le groupe joue trois dates mexicaines en octobre 2009. En décembre, Sherwood annonce que le groupe continuera avec Jody Cortez à la batterie, et aussi qu'ils ont embauché Derek Shulman comme manager. Quelques concerts suivent au début de 2010.
Un double albun, enregistré en 2009, sort en juillet en 2010 sur Frontiers Records : le premier CD contient des compositions originales, jouées par Kimball, Kaye et Sherwood (qui en plus de la basse, y joue également de la guitare et de la batterie) ; le second CD contient des titres de Yoso, Yes et Toto joués en concert, avec Haun à la guitare et Molino à la batterie.
Pour une tournée de promotion de leur seul album, le groupe annonce une nouvelle formation. Le batteur Scott Connor (du groupe Gabble Ratchet, hommage à Genesis) et le guitariste Johnny Bruhns (du groupe Roundabout, hommage à Yes) rejoignent Kimball, Sherwood et Kaye. Durant ses concerts, le groupe joue un mélange de chansons classiques de Toto (principalement de l'album Toto IV, six fois récompensé aux Grammy Awards), de chansons classiques de Yes (principalement de 90125 et des trois premier albums du groupe, sur lesquelles Kaye a joué) et de matériel de leur nouvel album.
Le groupe se dissous en 2011 et Bruhns rejoint Kaye et Sherwood dans leur autre groupe Circa, remplaçant à nouveau Jimmy Haun.

## Membres

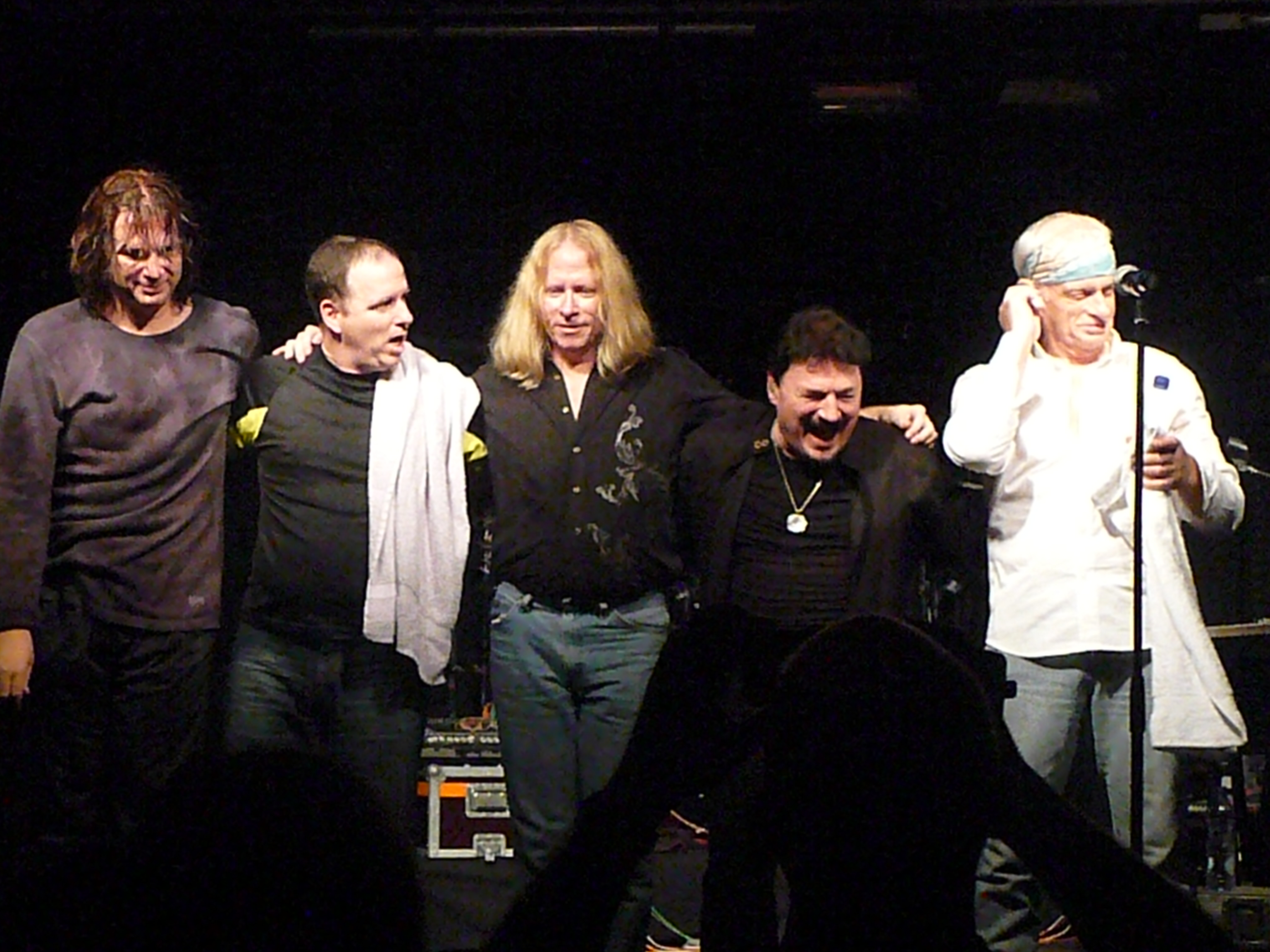
Yoso à la fin de son concert le 29 septembre 2010 à Luxembourg : Sherwood, Connor, Bruhns, Kimball et Kaye

### Membres fondateurs
- Bobby Kimball - chant (album et concert), piano (en concert)
- Tony Kaye - claviers
- Billy Sherwood - basse, chœurs et chant (album et concerts), guitare et batterie (CD 1 de l'album)

### Musiciens additionnels
- Jay Schellen - batterie (2009)
- Jimmy Haun - guitares (2009–2010, sur le second CD en concert de l'album)
- Lou Molino III - batterie (2009, sur le second CD en concert  de l'album)
- Jody Cortez - batterie (2009–2010, en concert)
- Johnny Bruhns - guitare (2010-2011, en concert)
- Scott Connor - batterie (2010-2011, en concert)

## Discographie
| 1.  | Yoso                | Bobby Kimball, Billy Sherwood | 4:18 |
| 2.  | Path to your Heart  | Bobby Kimball, Billy Sherwood | 4:22 |
| 3.  | Where You'll Stay   | Bobby Kimball, Billy Sherwood | 3:40 |
| 4.  | Walk Away           | Bobby Kimball, Billy Sherwood | 4:33 |
| 5.  | The New Revolution  | Bobby Kimball, Billy Sherwood | 3:42 |
| 6.  | To Seek the Truth   | Bobby Kimball, Billy Sherwood | 4:25 |
| 7.  | Only One            | Bobby Kimball, Billy Sherwood | 3:43 |
| 8.  | Close the Curtain   | Bobby Kimball, Billy Sherwood | 4:44 |
| 9.  | Won't End Tonight   | Bobby Kimball, Billy Sherwood | 3:59 |
| 10. | Come This Far       | Bobby Kimball, Billy Sherwood | 4:19 |
| 11. | Time to Get up      | Bobby Kimball, Billy Sherwood | 3:51 |
| 12. | Return to Yesterday | Bobby Kimball, Billy Sherwood | 7:19 |

## Répertoire de concert
| - Yoso - The New Revolution - Where You'll Stay - Walk Away - Path to your Heart - To Seek The Truth - First Light - Gift With a Golden Gun | - Girl Goodbye - Africa - Rosanna - Hold the line - Other Side |

### Yes
| - Hold on - Cinema - Open Your Eyes - Changes - Make It Easy - Owner of a Lonely Heart - Roundabout | - Pop-pourri (des trois 1ers albums) - Looking Around - Harold Land - Every Little Thing - Survival - Something's Coming - Yours Is No Disgrace - Starship Trooper |

### Divers
- Louisiana Blues (Muddy Waters) - Bobby Kimball au piano
- Burn Down the Mission (Elton John)
- Solo par instrumentiste : guitare, basse, claviers, batterie

## Galerie photographique

Yoso en concert le 29 septembre 2010 à Luxembourg (ville)
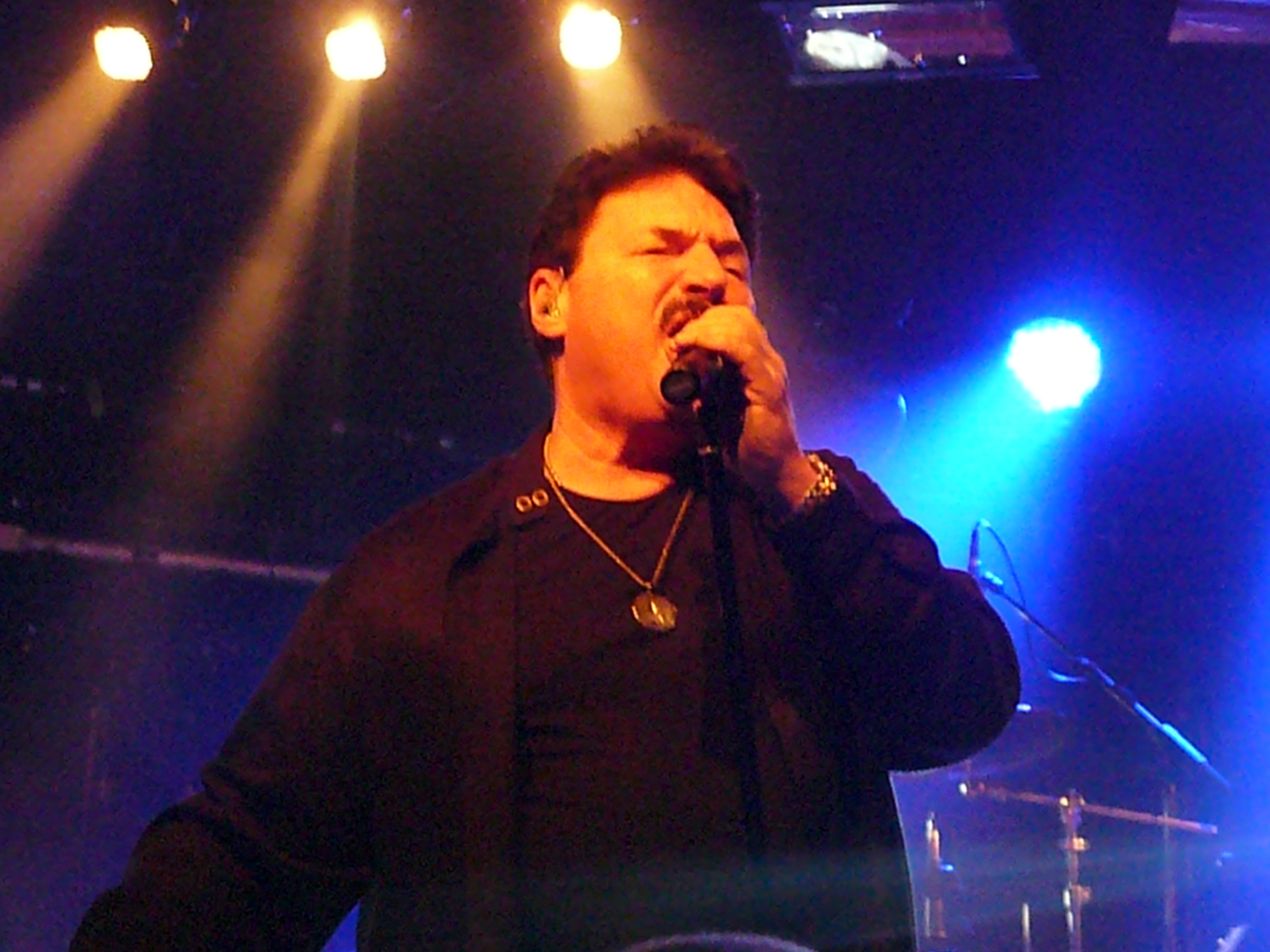
Bobby Kimball
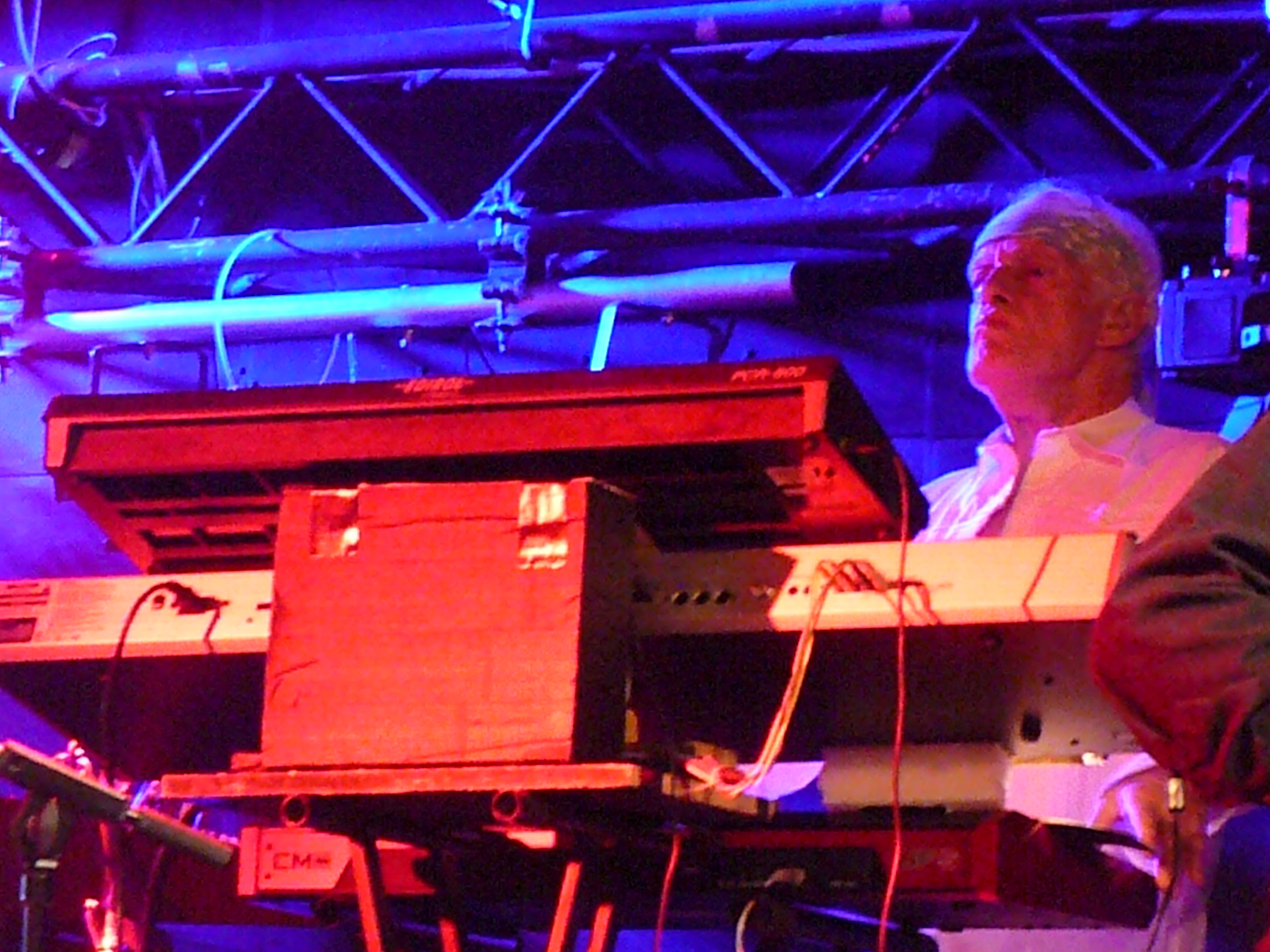
Tony Kaye
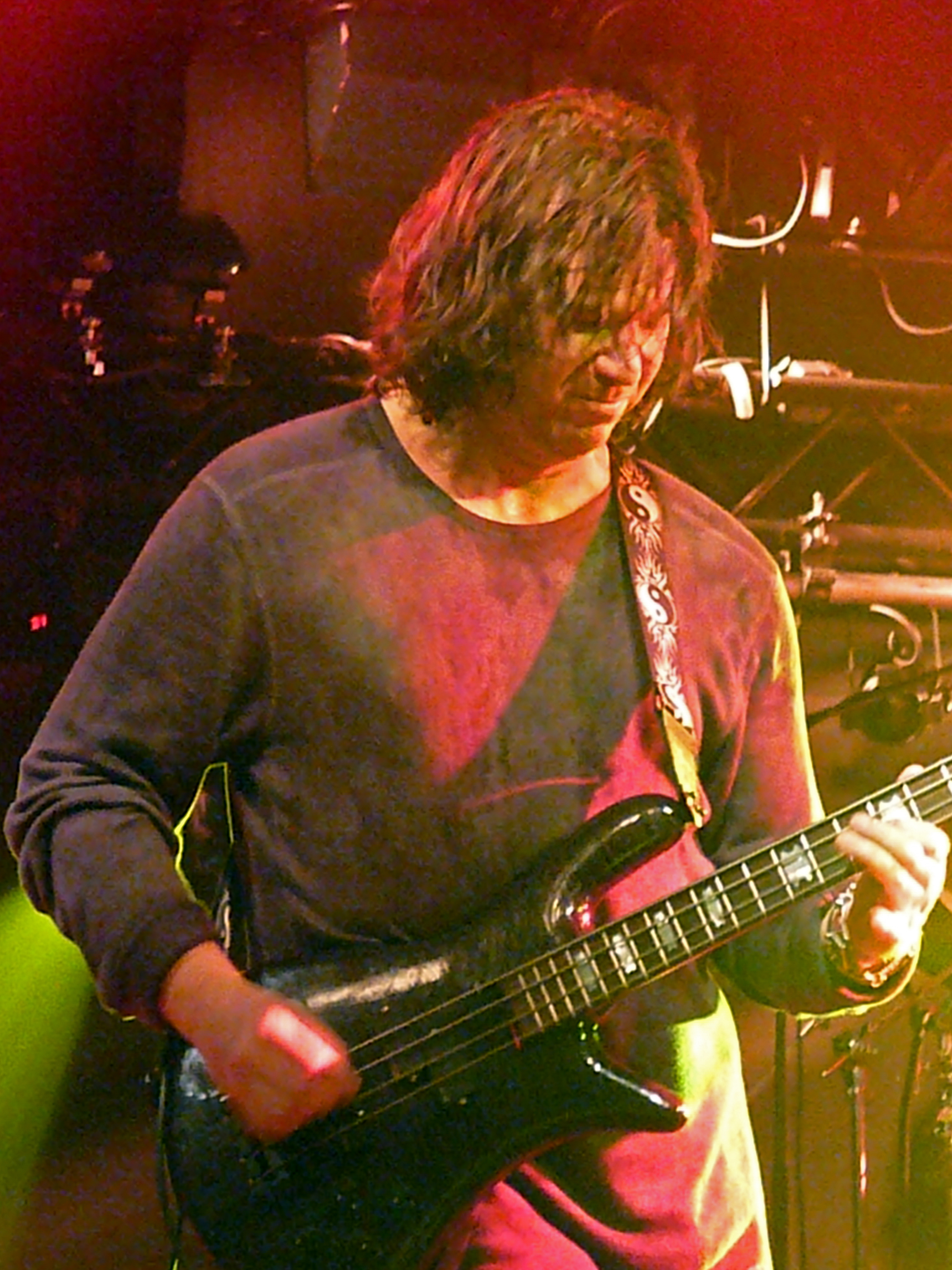
Billy Sherwood
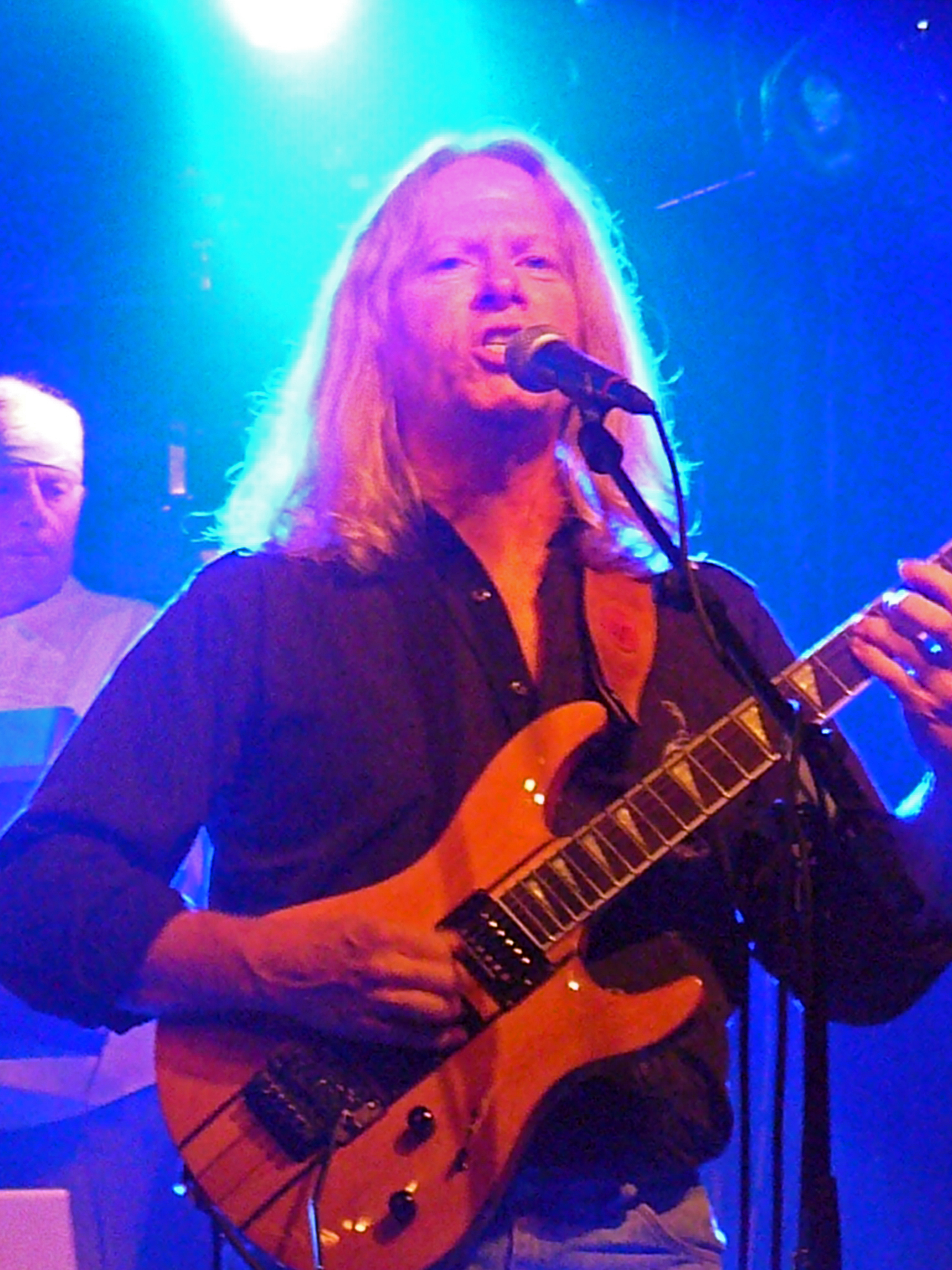
Johnny Bruhns
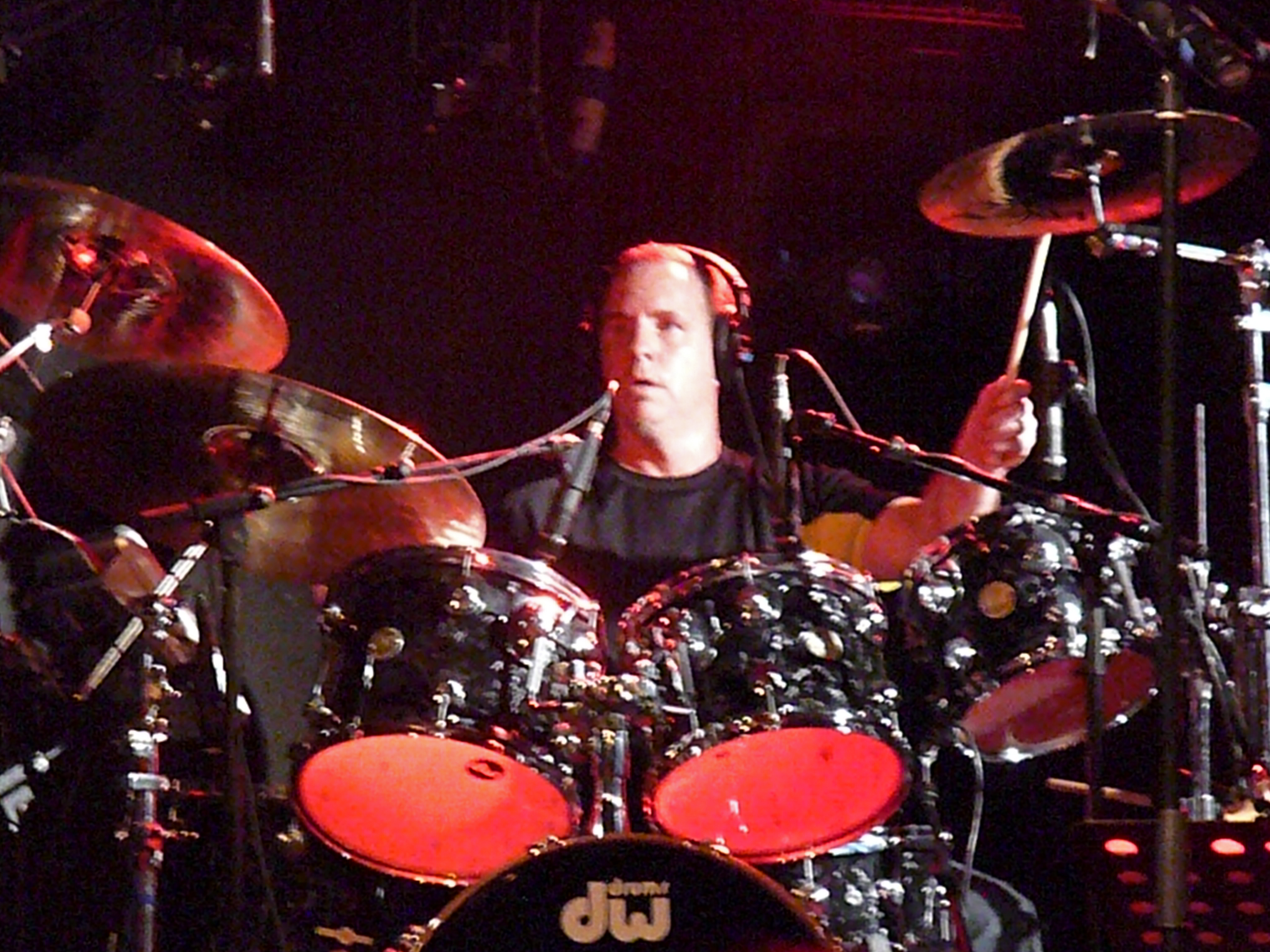
Scott Connor
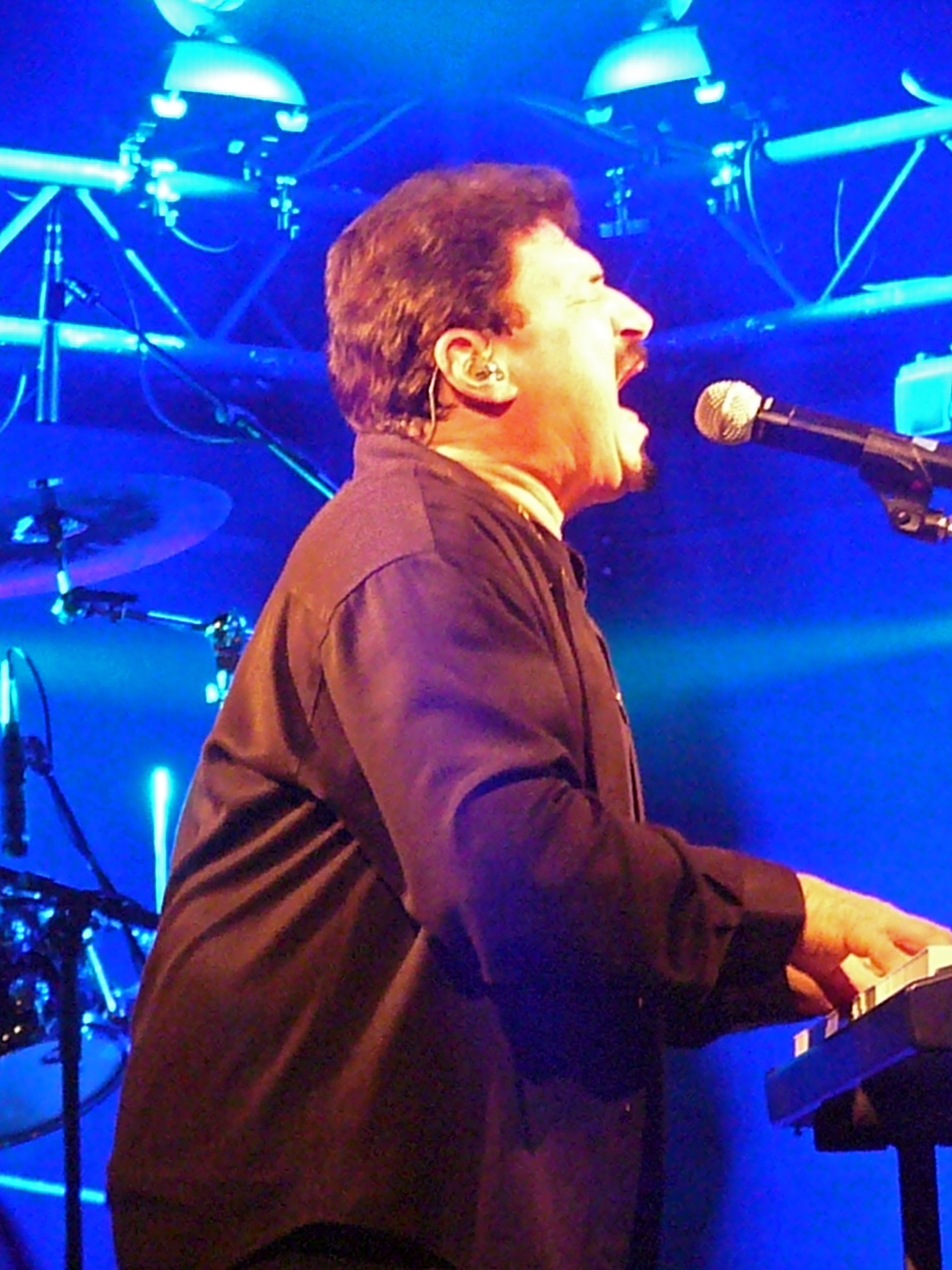
Bobby Kimball au piano
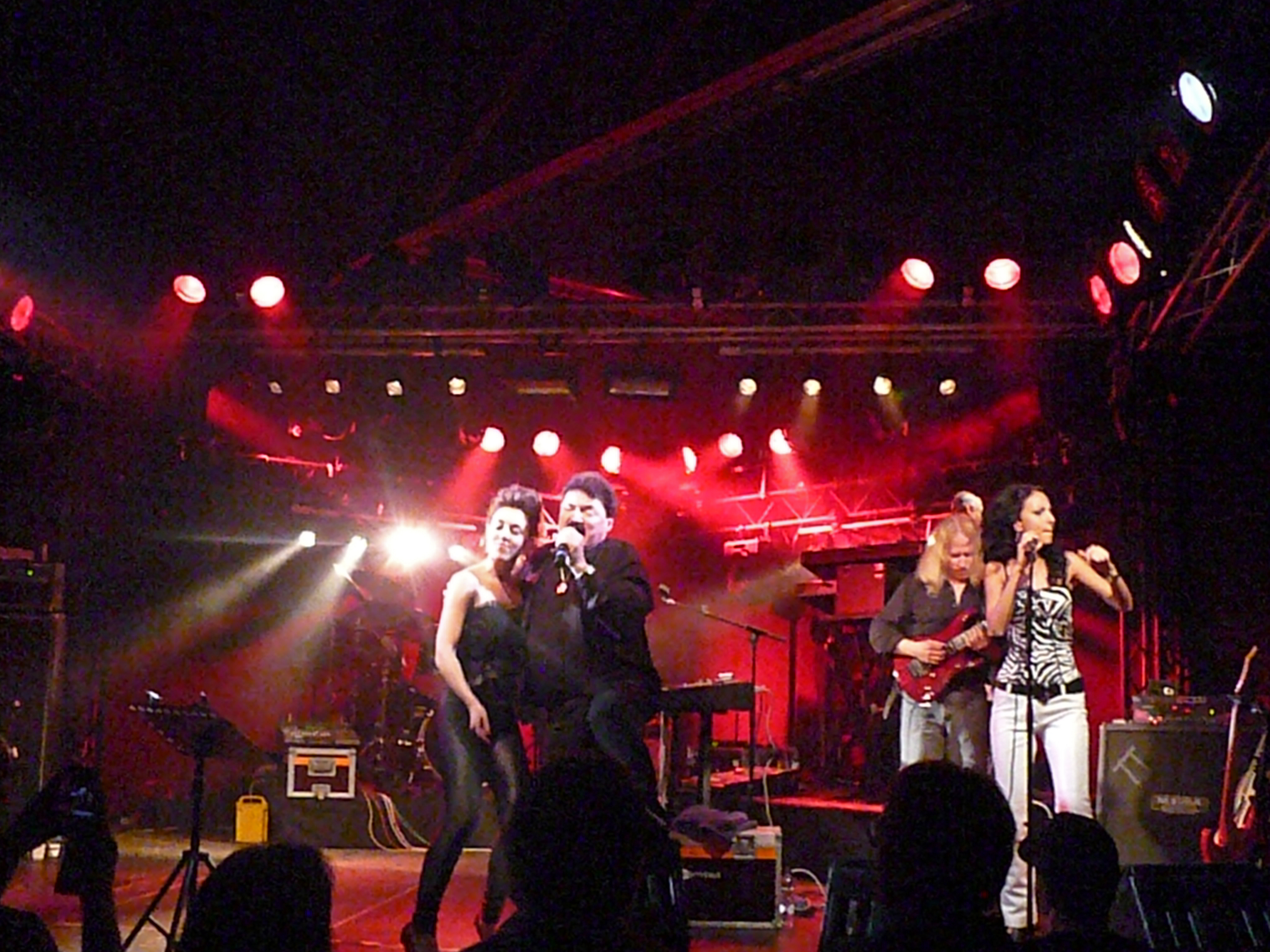
Yoso et les chanteuses du groupe A-Side de première partie
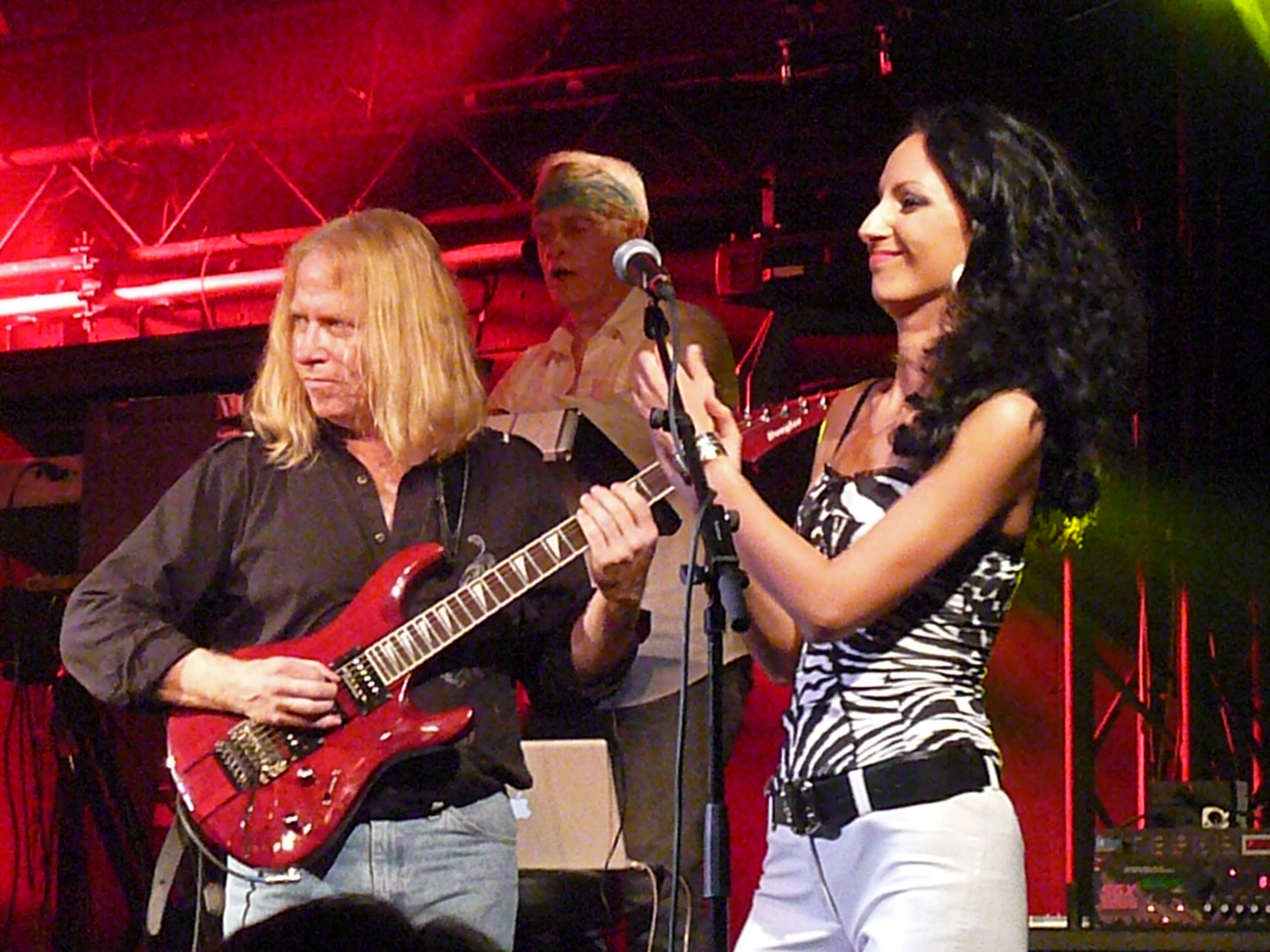
Johnny Bruhn, Tony Kaye et une chanteuse du groupe A-Side
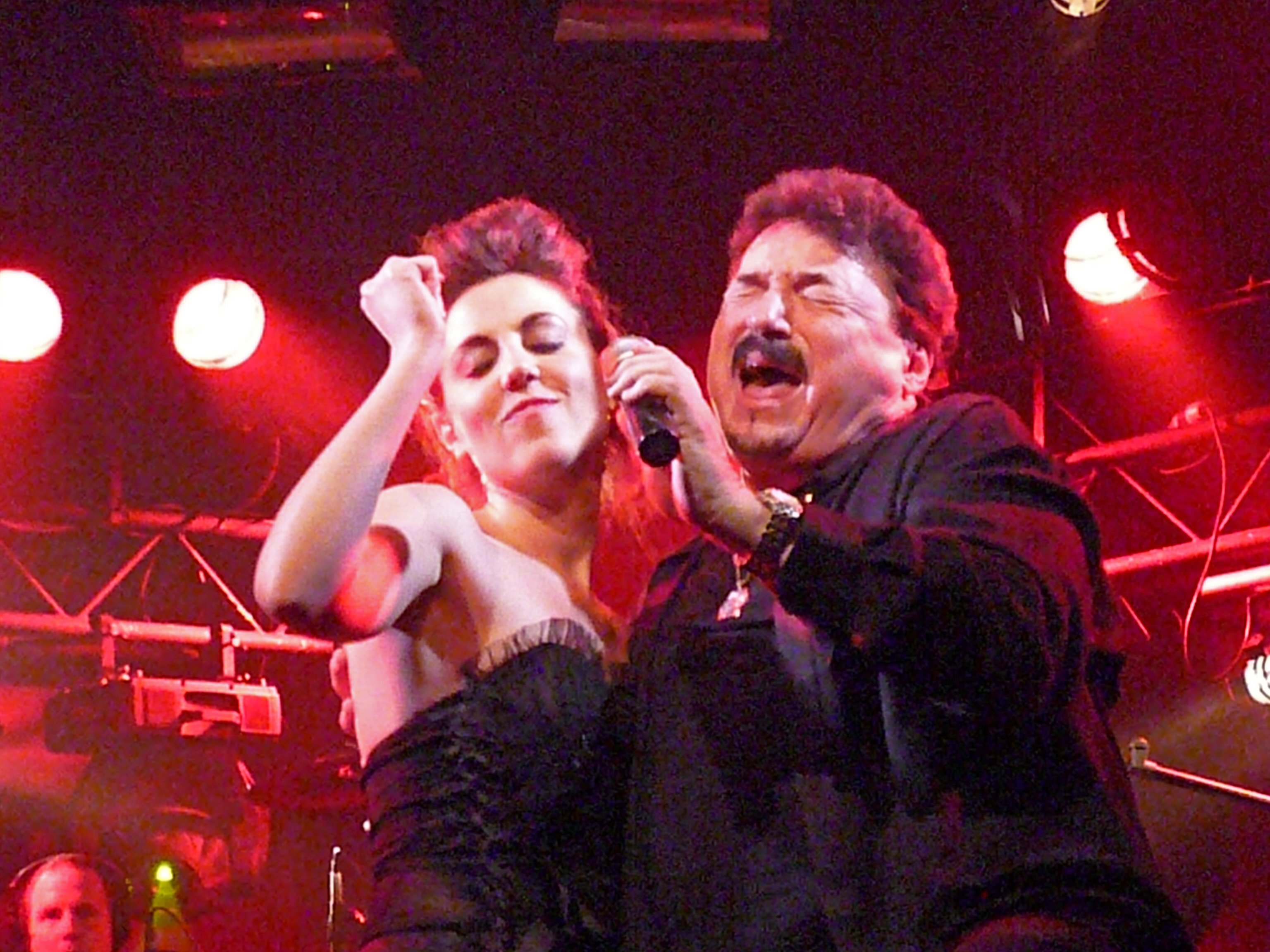
Bobby Kimball et une chanteuse du groupe A-Side
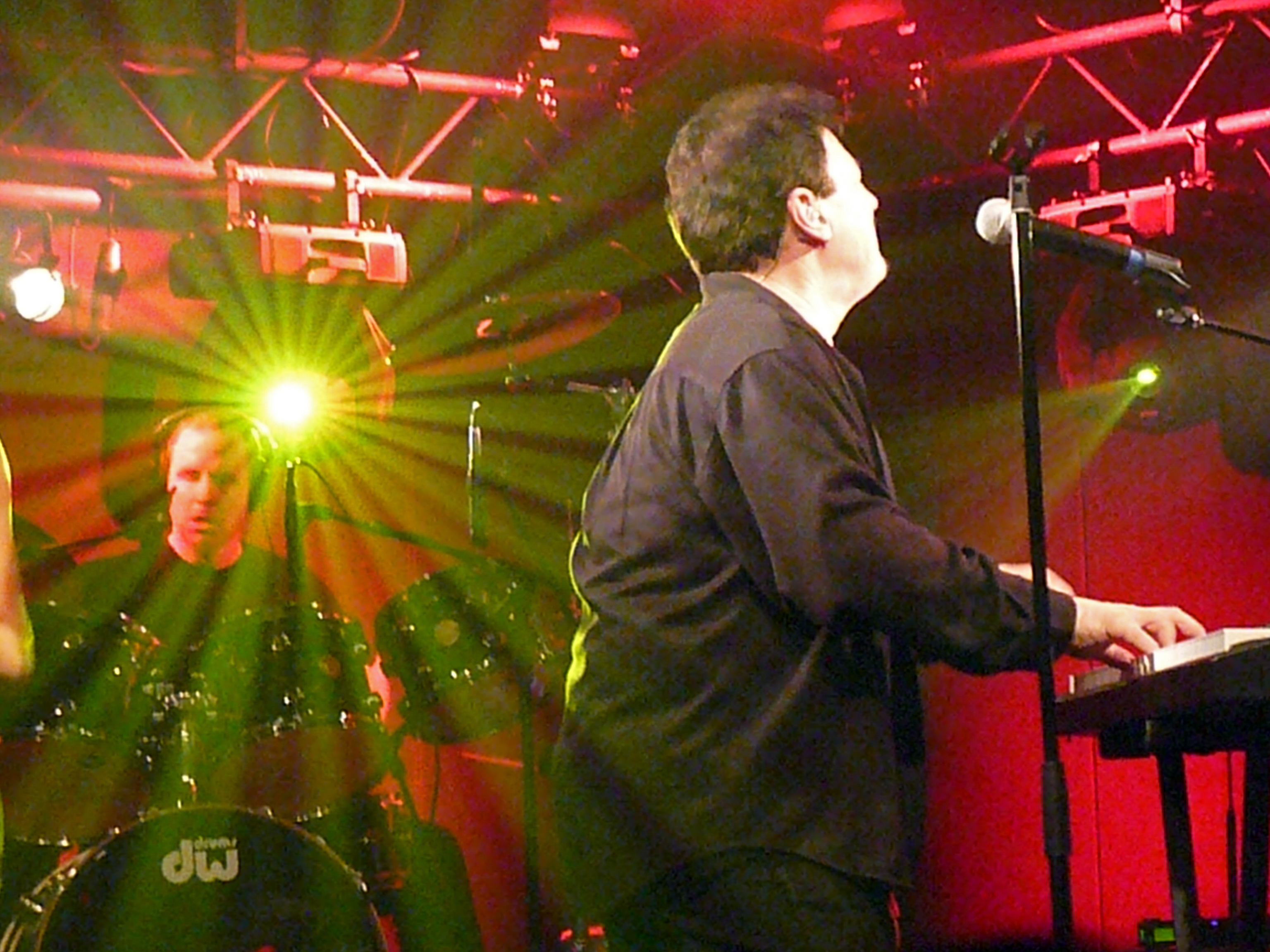
Bobby Kimball et Scott Connor